# Gastrotheca chrysosticta
Gastrotheca chrysosticta és una espècie de granota de la família del hemipràctids. Va ser descrit per Raymond F. Laurent el 1976. El nom específic prové del grec antic χρυσός (chrysos, «or») i στικτός (stiktos, «clapat»), per la gran quantitat de claps groguencs i rodons.
Els adults es troben de forma arborícola en capçades d'arbres, bromeliàcies epífites dels boscos andins de Iunga. Crien a final d'hivern i la primavera. Els mascles criden des d'arbres i arbustos a l'agost-novembre, i s'han trobat femelles gràvidas al setembre i octubre. Durant l'amplexus, els mascles col·loquen els ous a la bossa marsupial a l'esquena de la femella. Els ous s'hi baden i les larves s'hi desenvolupen. Posteriorment, les femelles posen les larves en petites basses al sòl del bosc on es produeix la metamorfosi.
A la Llista Vermella de la UICN és catalogat en perill d'extincio. No se'n coneix la capacitat d'adaptació a la pertorbació de l'hàbitat.
Viu a la part septentrional de les serres subandines a la província de Salta, al nord de l'Argentina; probablement s'estén al departament adjacent de Tarija a Bolívia.